# East Hanahai
East Hanahai is een dorp in het district Ghanzi in Botswana. De plaats telt 532 inwoners (2011).